# 土浦市立上大津東小学校菅谷分校
土浦市立上大津東小学校菅谷分校（つちうらしりつ かみおおつひがししょうがっこうすがやぶんこう）は、茨城県土浦市菅谷町にかつて存在した公立小学校の分校。

## 概要
1914年（大正4年）に開校した本分校は、開校当初は菅谷町の児童のうち1年生‐4年生までが分校で学んでいた。後に1年生‐3年生までとなり、4年生以上は沖宿町にある本校の上大津東小学校へ通学していた。
教室数は1つで、1‐3年生までを1人の教諭が受け持つ複式学級であった。運動会や学芸会などは、本校で行われていた。1924年（大正13年）入学の卒業生は後に、「先生が3年生の授業をしているときは1、2年生は自習をするのであるが、中にはその授業を見ていて、1年生のうちに3年生の読本を諳んじるものもあった。3年間に同じ事を3回勉強するというよい面もあったのである。」と述べている。
1986年（昭和61年）に、土浦市立菅谷小学校の開校に伴い本分校は、閉校となった。菅谷小学校の開校の理由としては、本分校の校舎の老朽化や、菅谷町の4‐6年生の児童の上大津東小学校の本校への遠距離通学の問題などがあった。

## 年表
- 1914年（大正4年）12月‐上大津村立上大津東尋常高等小学校（本校の所在地は上大津村大字沖宿）の分教場として設立。
- 1941年（昭和16年）‐上大津村立上大津東国民学校菅谷分教場と改称。
- 1947年（昭和22年）‐上大津村立上大津東小学校菅谷分校と改称。
- 1954年（昭和29年）‐上大津村の土浦市への合併に伴い、土浦市立上大津東小学校菅谷分校と改称。
- 1986年（昭和61年）
  - 3月‐土浦市立菅谷小学校の新設に伴い、菅谷分校は閉校。72年の歴史に幕を閉じた。